# I. S. Johar
Cette page contient des caractères spéciaux ou non latins. S’ils s’affichent mal (▯, ?, etc.), consultez la page d’aide Unicode.
Pour les articles homonymes, voir Johar (homonymie).
Inderjeet Singh Johar, né le 16 février 1920 à Talagang (Pendjab ; alors Raj britannique) et mort le 10 mars 1984 à Bombay (Maharashtra), est un acteur, réalisateur, scénariste et producteur indien, connu comme I. S. Johar (hindi : आई॰ एस॰ जौहर).

## Biographie
Actif principalement au cinéma à Bollywood, I. S. Johar joue dans plus de cent films (majoritairement indiens), le premier sorti en 1949, le dernier en 1984 (année de sa mort, à 64 ans). Il est également réalisateur (quatorze films, 1952-1978), scénariste (quinze films, 1949-1978) et producteur (cinq films, 1960-1978), cumulant parfois plusieurs fonctions.
En France, il est connu comme acteur dans quelques productions internationales, dont Aux frontières des Indes de J. Lee Thompson (film britannique, 1959, avec Kenneth More et Lauren Bacall), Lawrence d'Arabie de David Lean (film britannique, 1962, avec Peter O'Toole et Alec Guinness), Le Mystère du temple hindou de Mario Camerini (film franco-germano-italien, 1963, avec Paul Guers et Senta Berger) et Mort sur le Nil de John Guillermin (film britannique, 1978, avec Peter Ustinov et David Niven).
À la télévision, I. S. Johar apparaît dans la série américaine Maya (en) (deux épisodes, 1967), inspirée du film américain Maya de John Berry (1966, avec Clint Walker et Jay North), auquel il participe également.
En 1959, il obtient une nomination au British Academy Film Award du meilleur acteur (qu'il ne gagne pas), pour son rôle dans le film américano-britannique Harry Black et le tigre (en) d'Hugo Fregonese (1958, avec Stewart Granger et Barbara Rush).
Et en 1971, il gagne le Filmfare Award du meilleur acteur dans un film comique, pour son triple rôle dans Johny Mera Naam (en) de Vijay Anand (1970, avec Dev Anand et Hema Malini).

## Filmographie
(comme acteur, sauf mention contraire ou complémentaire)

### Cinéma (sélection)
- 1949 : Ek Thi Larki (एक थी लड़की) de Roop K. Shorey : Sohan (+ scénariste)
- 1951 : Afsana (अफ़साना) de B. R. Chopra (scénariste)
- 1958 : Harry Black et le tigre (Harry Black) d'Hugo Fregonese : Bapu
- 1959 : Aux frontières des Indes (Northwest Frontier) de J. Lee Thompson : Gupta
- 1960 : Bewaqoof (बेवक़ूफ़) : Johar (+ réalisateur, scénariste et producteur)
- 1962 : Lawrence d'Arabie (Lawrence of Arabia) de David Lean : Gasim
- 1963 : Kali Yug, déesse de la vengeance (Kali Yug, la dea della vendetta) de Mario Camerini : Gopal
- 1963 : Le Mystère du temple hindou (Il mistero del tempio indiano) de Mario Camerini : Gopal
- 1965 : Teen Deviant (तीन देवियाँ) d'Amarjeet : Johar
- 1966 : Maya de John Berry : « One-Eye »
- 1966 : Dil Ne Phir Yaad Kiya (दिल ने फिर याद किया) de C. L. Rawal : Bhagwan
- 1967 : Shagird (शागिर्द) de Samir Ganguly : Professeur Brij Mohan « Birju » Agnihotri
- 1970 : Johny Mera Naam (जॉनी मेरा नाम) de Vijay Anand : Pehle Ram / Dooja Ram / Teeja Ram
- 1970 : Safar (सफ़र) d'Asit Sen : Kalidas
- 1972 : Tangewala (ताँगेवाला) de Naresh Kumar : Nagina
- 1972 : Dastaan (दास्तान) de B. R. Chopra : Johar alias Birbal
- 1973 : Banarasi Babu (बनारसी बाबू) de Shankar Mukherjee : « Jackpot »
- 1973 : Joshila (जोशीला) de Yash Chopra : Raunaq Singh
- 1974 : Trimurti (त्रिमूर्ति) de Rajendra Bhatia : Shadilal
- 1977 : Priyatama (प्रियतमा) de Basu Chatterjee : l'avocat
- 1978 : Mort sur le Nil (Death on the Nile) de John Guillermin : M. Sharburi

### Télévision (intégrale)
- 1967 : Maya (en) (série), saison unique, épisode 9 A Bus for Ramabad (Akbar) de Marvin J. Chomsky et épisode 12 Natira (Lal)

## Distinctions
- 1959 : Nomination au British Academy Film Award du meilleur acteur, pour Harry Black et le tigre ;
- 1971 : Filmfare Award du meilleur acteur dans un film comique, gagné pour Johny Mera Naam.